# Forlimpopoli
Forlimpopoli là một đô thị (comune) ở tỉnh Forlì-Cesena, vùng Emilia-Romagna của Ý. Đô thị Forlimpopoli có diện tích 24 km², dân số thời điểm 31 tháng 5 năm 2005 là 12.134 người.